# Trévron
Trévron (bret. Treveron) – miejscowość i gmina we Francji, w regionie Bretania, w departamencie Côtes-d’Armor.
Według danych na rok 1990 gminę zamieszkiwało 679 osób, a gęstość zaludnienia wynosiła 71 osób/km² (wśród 1269 gmin Bretanii Trévron plasuje się na 730. miejscu pod względem liczby ludności, natomiast pod względem powierzchni na miejscu 852.).